# Черемиска (Ординский район)
Черемиска — деревня в Ординском районе Пермского края в 23 км южнее Орды. Входит в состав муниципального образования Медянское сельское поселение.

## География
Деревня расположена в верховьях реки Медянка. Севернее Черемиски находится точка с координатами широта: 57°0′0″, долгота: 57°0′0″.

## История
Известна с 1703 года как деревня Черемисская. Наименование восходит к проживавшим здесь оброчным черемисам (марийцам). По другим данным деревня была известна уже в 1698 году.
В 1904 году деревня входила в Медянскую волость Осинского уезда Пермской губернии.